# دیرک باوئرمان
دیرک باوئرمان (زادهٔ ۱۰ دسامبر ۱۹۵۷) بازیکن سابق و مربی فعلی بسکتبال اهل آلمان است. وی سابقه نایب قهرمانی یورو بسکتبال با تیم ملی آلمان در سال ۲۰۰۵ را دارد. باوئرمن از سال ۱۹۷۵ و از سن ۱۸ سالگی، بسکتبال حرفه‌ای را آغاز کرد و تا سال ۱۹۸۱ در رده باشگاهی در تیم کرفلد بازی کرد. او در سال ۱۹۷۹ برای شرکت در مراسم درفت لیگ بسکتبال حرفه‌ای آمریکا به این کشور رفت ولی انتخاب نشد. باوئرمن مربیگری در بسکتبال را از سال ۱۹۸۲ با تیم بایرلورکوزن آغاز کرد. وی به مدت ۹ سال متوالی یعنی تا سال ۱۹۹۸ در این تیم بود سپس هدایت دیگر تیم‌ها را بر عهده گرفت و به تدریج هم به عنوان سرمربی وارد عرصه ملی شد. وی از سال ۲۰۰۳ تا ۲۰۱۱ سرمربی تیم ملی آلمان و از سال ۲۰۱۳ تا ۲۰۱۴ هدایت تیم ملی لهستان را بر عهده داشت. وی آلمان را به نایب قهرمانی یورو بسکت اروپا در سال ۲۰۰۵ رسانید.
وی در سال ۲۰۱۵ هدایت تیم ملی بسکتبال ایران را بر عهده گرفت.

## دوران بازیگری
بائرمن در سالهای ۱۹۷۵تا ۱۹۸۱ در باشگاه ارشد آلمانی بی‌بی‌سی کرفلد بسکتبال باشگاهی بازی می‌کرد.